# Adamari López
Adamari López (ur. 18 maja 1971 w Humacao) – portorykańska aktorka.

## Filmografia
- 2008: Alma de hierro jako Rita Anguiano
- 2007: Quiero Contigo
- 2007: Bajo las riendas del amor jako Ingrid Linares
- 2004: Serce z kamienia (Mujer de madera) jako Lucrecia 'Luz' Santibánez
- 2002: Noche que tumbaron al campeón, La jako Verónica
- 2002–2003: Gata salvaje jako Karina Rios
- 2001: Przyjaciółki i rywalki (Amigas y Rivales) jako Ofelia Villada
- 2000: Siganme los buenos jako ona sama
- 2000: Locura de amor jako Carmen Ruelas
- 1999: Raj utracony (Paradise Lost) jako Dulce
- 1998–1999: Camila jako Mónica Iturralde
- 1998: Miłość i przeznaczenie (Sin ti) jako María Elena
- 1996: Héroes de otra patria
- 1994: Linda Sara jako Tita
- 1984: Diana Carolina
- 1982–1983: Yo sé que mentía
- 1981: Ángel del barrio, El
- 1979: Cristina Bazan